# Nash (Teksas)
Nash – miasto w Stanach Zjednoczonych, w stanie Teksas, w hrabstwie Bowie.